# 澁澤幸子
澁澤 幸子（しぶさわ さちこ、1930年〈昭和5年〉7月22日 - ）は、日本の著作家、トルコ研究家。日本文芸家協会会員。日本・トルコ協会会員。小説家、フランス文学者澁澤龍彦の妹。

## 人物
東京生まれ。武州銀行に勤める澁澤武の長女。澁澤龍彦の妹。澁澤道子の姉。1948年、十文字高等女学校卒業。津田塾大学英文学科卒業。
『ドレスメーキング』『スタイル』編集者を経てフリーライターになる。『週刊現代』『ヤングレディ』『平凡パンチ』などのアンカーをつとめ、多くの女性誌等にエッセー、旅行記など執筆。1981年以降、足繁くトルコを訪問し、トルコ関連の旅行記や歴史物語、評論、エッセーなどを執筆、トルコに関する講演も行う。日本トルコ協会機関誌『アナトリアニュース』に長期連載中。

## 著書
- 『食いしん坊のサラリーマンとOLのための東京うまいもの屋 : 厳選200店完全取材』（講談社、1977年）
- 『なにかを始めたいあなたへ』（じゃこめてい出版、1981年）
- 『新・東京うまいもの屋230 : 味にうるさいビジネスマン、OLへ』（講談社、1980年）
- 『最新・東京うまいもの屋250 : 食べることの好きなビジネスマン、OLへ』（講談社、1985年）
- 『女、五十歳。さあ、これから』（じゃこめてい出版、1992年）
- 『イスタンブール歴史散歩』（池澤夏樹との共著、新潮社、1993年）
- 『イスタンブール、時はゆるやかに』（新潮社、1994年）
- 『澁澤龍彦の少年世界』（集英社、1997年）
- 『イスタンブールから船に乗って』（新潮社、1997年）
- 『寵妃ロクセラーナ』（集英社、1998年）
- 『ハーレムの女たち』（集英社、1999年）
- 『落日のボスフォラス』（集英社、2001年）
- 『イスタンブールからバスに乗って』（恒文社21、2001年）
  - 韓国語版『이스탄불에서 버스를 타고』（디드로、2004年）
- 『エーゲ海ゆらゆら』（論創社、2004年）
- 『キプロス島歴史散歩』（新潮社、2005年）
- 『だから、イスタンブールはおもしろい : 歴史的多民族都市の実感的考察』（藤原書店、2009年）
- 『気がつけばドッキョロージン : ハッピーシングルライフ』（じゃこめてい出版、2010年）